# Argelia en los Juegos Paralímpicos de Tokio 2020
Argelia estuvo representada en los Juegos Paralímpicos de Tokio 2020 por un total de 56 deportistas, 35 hombres y 21 mujeres.

## Medallistas
El equipo paralímpico argelino obtuvo las siguientes medallas:
| Nombre               | Deporte                   | Evento                         |
| -------------------- | ------------------------- | ------------------------------ |
| Oro                  |                           |                                |
| Asmahan Buyadar      | Atletismo                 | Peso F33 femenino              |
| Safia Yelal          | Atletismo                 | Peso F57 masculino             |
| Skander Yamil Azmani | Atletismo                 | 400 m T13 masculino            |
| Cherin Abdelaui      | Yudo                      | –52 kg femenino                |
| Plata                |                           |                                |
| Nasima Saifi         | Atletismo                 | Disco F57 masculino            |
| Skander Yamil Azmani | Atletismo                 | 100 m T13 masculino            |
| Abdelkrim Krai       | Atletismo                 | 1500 m T38 masculino           |
| Kamel Karyena        | Atletismo                 | Peso F33 masculino             |
| Bronce               |                           |                                |
| Linda Hamri          | Atletismo                 | Salto de longitud T12 femenino |
| Munia Gasmi          | Atletismo                 | Maza F32 femenino              |
| Walid Ferhah         | Atletismo                 | Maza F32 masculino             |
| Hocin Betir          | Levantamiento de potencia | –65 kg masculino               |